# Juan Pedro Valentín
Juan Pedro Valentín Padín (Madrid, 7 de noviembre de 1964) es un periodista español.

## Biografía
Es licenciado en Ciencias de la Información en Periodismo por la Facultad de Ciencias de la Información (Universidad Complutense de Madrid) y máster en Periodismo por la Escuela de Periodismo UAM - El País.
Sus inicios profesionales se desarrollaron en la revista agraria Aral. Posteriormente pasa a la Cadena SER y el diario El País y de ahí dio el salto a televisión. Comenzó a trabajar en Telemadrid en 1992 como presentador de Telenoticias, el informativo de la cadena autonómica hasta 1997 y condujo Madrid directo en la temporada 1995-1996. 
En marzo de 1997 fue contratado por Telecinco para presentar la última de las ediciones de Informativos Telecinco, llamada Entre hoy y mañana, en sustitución de José Ribagorda. Un año después era nombrado subdirector de Informativos hasta septiembre de 2000, momento en que es designado para sustituir a Luis Fernández como director de los mismos. El periodista abandonó entonces la presentación del informativo. 
Durante esa etapa, su labor al frente de los informativos fue especialmente intensa por lo que se refiere a la cobertura de la catástrofe del buque Prestige y a la Invasión de Irak, donde perdió la vida el cámara de la cadena José Couso en abril de 2003. Destacada fue también la entrevista que realizó al entonces presidente del Gobierno en funciones, José María Aznar, el 22 de marzo de 2004, la primera que concedió tras la derrota electoral del 14-M y que congregó a 5.719.000 espectadores y un 31,5% de cuota de pantalla. Durante ese año fue galardonado con el Premio Salvador de Madariaga.
Posteriormente, tras la marcha de Àngels Barceló de Telecinco, volvería a presentar el informativo de las 20:30 durante el último trimestre de 2005. En enero de 2006 y con la esperanza de mejorar los resultados de audiencia, Telecinco decide prescindir de sus servicios y contratar a Pedro Piqueras.
Desde su salida de Telecinco colabora en distintos medios: en televisión, Las mañanas de Cuatro (2006-2007), Espejo público (2006-2007) de Antena 3 y Madrid opina (2007) de Telemadrid. En radio ha sido contertulio de 24 horas en Radio Nacional de España hasta 2007, año en que es fichado por Onda Cero para el espacio Herrera en la onda y en prensa escrita colabora en el diario As.
Fue nombrado director general del diario Público desde el lanzamiento del diario en 2007 hasta septiembre de 2008, fecha en la cual comienza una nueva etapa como director del Canal 24 horas de TVE. En octubre de 2009 es nombrado director de los Servicios Informativos de Cuatro y CNN+.
Tras la compra de Cuatro por parte de Gestevisión Telecinco, y la entrada de ésta en el accionariado de Sogecable en diciembre de 2009, fue el encargado de fusionar los medios materiales y humanos de Informativos Telecinco, Noticias Cuatro y CNN+, como director durante un tiempo de los nuevos Servicios Informativos Unificados de Gestevisión Telecinco y el responsable del Expediente de Regulación de Empleo (ERE) y el cierre de CNN+.
Entre abril de 2011 y octubre de 2023, fue director de Informativos de Mediaset España y director general de Contenidos de la Agencia Atlas, con responsabilidades sobre los de Cuatro hasta febrero de 2019, momento en el cual desaparecen. Al mismo tiempo, entre septiembre de 2015 y julio de 2016 formó parte del equipo de colaboradores de Herrera en COPE.
Tras el fin de Noticias Cuatro, desde septiembre de 2019 hasta octubre de 2023 es director del diario digital de Mediaset, Nius Diario, que contaba con la plantilla de Noticias Cuatro.
Tras el cierre de Nius, el periodista Paco Moreno le sustituye como director de Informativos desde el 6 de noviembre de 2023, pasando a ser desde esa fecha, director adjunto de Informativos de Mediaset España con responsabilidad editorial sobre los de Cuatro, que regresan en enero de 2024.